# Бруно Бетелхайм
Бруно Бетелхайм (на немски: Bruno Bettelheim) е американски психолог от австрийски произход, философ по образование. Особено сериозен е приносът му към детската психология и теориите за аутизма.

## Биография
Роден е на 28 август 1903 година във Виена, Австрия. Завършва Виенския университет. През 1938 г. е депортиран в Дахау и Бухенвалд и прекарва там една година. Емигрира в САЩ през 1939. В течение на месеците, прекарани в концентрационните лагери, наблюдава поведението на задържаните и въвежда понятието екстремна ситуация. Това е „ситуация, която субектът изживява като водеща неминуемо до неговото унищожение“ и на която той може да противопостави само психологически защитни механизми. Впоследствие, убеден в неизбежността на съдбата си, субектът престава да се бори и очаква само близката смърт. Въз основа на наблюденията си Бетелхайм стига до определени изводи и прави практически заключения: щом пагубната среда може да доведе до унищожението на личността, трябва да е възможно „възстановяването“ на психотични деца и връщането им в живота, като им се създадат подходящи условия. Опитът му с психотични деца е описан в: „Празната крепост“ (1969), „Само любов не стига“ (1970), „Бегълци от живота“ (1973), „Как да бъдем приемливи родители“ (1988).
Любопитен факт: Бетелхайм се появява като самия себе си във филма на Уди Алън „Зелиг“.
Умира на 13 март 1990 година в Силвър Спринг, САЩ, на 86-годишна възраст.

### Основни трудове
- 1943 „Individual and Mass Behavior in Extreme Situations“, Journal of Abnormal and Social Psychology, 38: 417 – 452.
- 1950 Love Is Not Enough: The Treatment of Emotionally Disturbed Children, Free Press, Glencoe, Ill.
- 1954 Symbolic Wounds; Puberty Rites and the Envious Male, Free Press, Glencoe, Ill.
- 1955 Truants From Life; The Rehabilitation of Emotionally Disturbed Children, Free Press, Glencoe, Ill.
- 1959 „Joey: A 'Mechanical Boy'„, Scientific American, 200, March 1959: 117 – 126. (Върху случая на момче, което смята себе си за робот.)
- 1960 The Informed Heart: Autonomy in a Mass Age, The Free Press, Glencoe, Ill.
- 1962 Dialogues with Mothers, The Free Press, Glencoe, Ill.
- 1967 The Empty Fortress: Infantile Autism and the Birth of the Self, The Free Press, New York
- 1969 The Children of the Dream, Macmillan, London & New York (За израстването на децата в кибуц.)
- 1974 A Home for the Heart, Knopf, New York. (За Бетелхаймовото Ортогенично училище за шизофренични и аутистични деца към Чикагския университет.)
- 1976 The Uses of Enchantment: The Meaning and Importance of Fairy Tales, Knopf, New York. ISBN 0-394-49771-6
- 1979 Surviving and Other Essays, Knopf, New York (Включва есето „The Ignored Lesson of Anne Frank“.)
- 1982 On Learning to Read: The Child's Fascination with Meaning (в съавторство с Karen Zelan), Knopf, New York
- 1982 Freud and Man's Soul, Knopf, 1983, ISBN 0-394-52481-0
- 1987 A Good Enough Parent: A Book on Child-Rearing, Knopf, New York
- 1990 Freud's Vienna and Other Essays, Knopf, New York
- 1993 Bettelheim, Bruno and Rosenfeld, Alvin A, „The Art of the Obvious“ Knopf.
- 1994 Bettelheim, Bruno & Ekstein, Rudolf: Grenzgänge zwischen den Kulturen. Das letzte Gespräch zwischen Bruno Bettelheim und Rudolf Ekstein. In: Kaufhold, Roland (ed.) (1994): Annäherung an Bruno Bettelheim. Mainz (Grünewald): 49 – 60.

### На български
- „Вълшебство в действие. Смисъл и значимост на приказките“. // Бюлетин на СБП (София), 1986, № 4, с. 3 – 67.
- „Психоанализа на вълшебните приказки“. // Литературата, 2017, № 17, с. 106 – 145.